# Ross Bass
Ross Bass (Pulaski, 1918. március 17. – Miami Shores, 1993. január 1.) az Amerikai Egyesült Államok szenátora (Tennessee, 1964–1967).